# カリャリ県

カリャリ県
Città metropolitana di Cagliari

カリャリ県（カリャリけん、イタリア語: Città metropolitana di Cagliari）は、イタリア共和国サルデーニャ自治州に属する県級行政区画。県都のカリャリ（カリアリ）はサルデーニャ自治州の州都でもある。カリャリ県には、サルデーニャ島の人口の約1/4が居住する。
イタリア語版ウィキペディア等では廃止された Provincia di Cagliari と新設された Città metropolitana di Provincia di Cagliari が別項目になっているが、便宜上双方を「カリャリ県」として本項で扱う。

## 名称
標準イタリア語以外の言語では以下の名称が用いられる。
- サルデーニャ語: Provìncia de Casteddu

## 地理

### 位置・広がり
サルデーニャ自治州の南部に位置する県。東と南はティレニア海（地中海の一部）に面しており、南部はカリャリ湾が入り込んでいる。県都カリャリは県域の中央部、カリャリ湾の湾奥に所在しており、オリスターノの南東約89km、ヌーオロの南約123km、サッサリの南南東約174km、首都ローマの南東約410kmに位置する。

隣接する県は以下の通り。
- 南サルデーニャ県

### 県内の地域と主要な都市
カリャリ周辺のカリャリ都市圏 (it:Area metropolitana di Cagliari) には、サルデーニャ島の人口の約1/4にあたる約43万人が暮らす。
- カリャリ
- クアルトゥ・サンテーレナ
- カポテッラ

## 歴史
2005年の行政区画の再編により、当時の県域の西部をカルボーニア＝イグレージアス県、北西部をメディオ・カンピダーノ県として分離した一方、ヌーオロ県からイジーリなど13のコムーネを編入している。カリャリ県はサルデーニャ自治州最大の面積を持つ県であった。
2016年にサルデーニャ自治州では再び、県級行政区画統廃合のプロセスが進められた。
2016年2月に、カリャリ市周辺が大都市（Città metropolitana）に位置づけられ、周辺の17のコムーネをもって Città metropolitana di Cagliariが設置された。カリャリ県の残りの54のコムーネは新設の南サルデーニャ県 に組み込まれた。
2017年1月1日から、進められてきた県級行政区画統廃合は本格的な運用を開始した。

## 社会

### 産業
海沿いの街であることから水産物が豊富に捕れる。

### 教育
1620年創立のカリャリ大学 (University of Cagliari) がある。

## 行政区画
カリャリ県には17のコムーネが属する。主要なコムーネ（人口上位10位）は下表の通り。左端の数字はISTATコードを示す。人口は2019年1月1日現在。
右の地図中の番号は、コムーネのISTATコード下3桁を示す。下表に掲げた主要なコムーネのうち、地図中に名称を記さなかったものについては、番号を太字で示した。
| コード | 自治体名                 | 人口    |
| ------ | ------------------------ | ------- |
| 092009 | カリャリ                 | 154,267 |
| 092051 | クアルトゥ・サンテーレナ | 70,531  |
| 092068 | セラルジウス             | 28,463  |
| 092003 | アッセーミニ             | 26,638  |
| 092011 | カポテッラ               | 23,465  |
| 092074 | セストゥ                 | 21,016  |
| 092109 | モンセッラート           | 19,719  |
| 092080 | シンナイ                 | 17,647  |
| 092105 | クアルトゥッチュ         | 13,175  |

## 文化

### 食文化
海産物

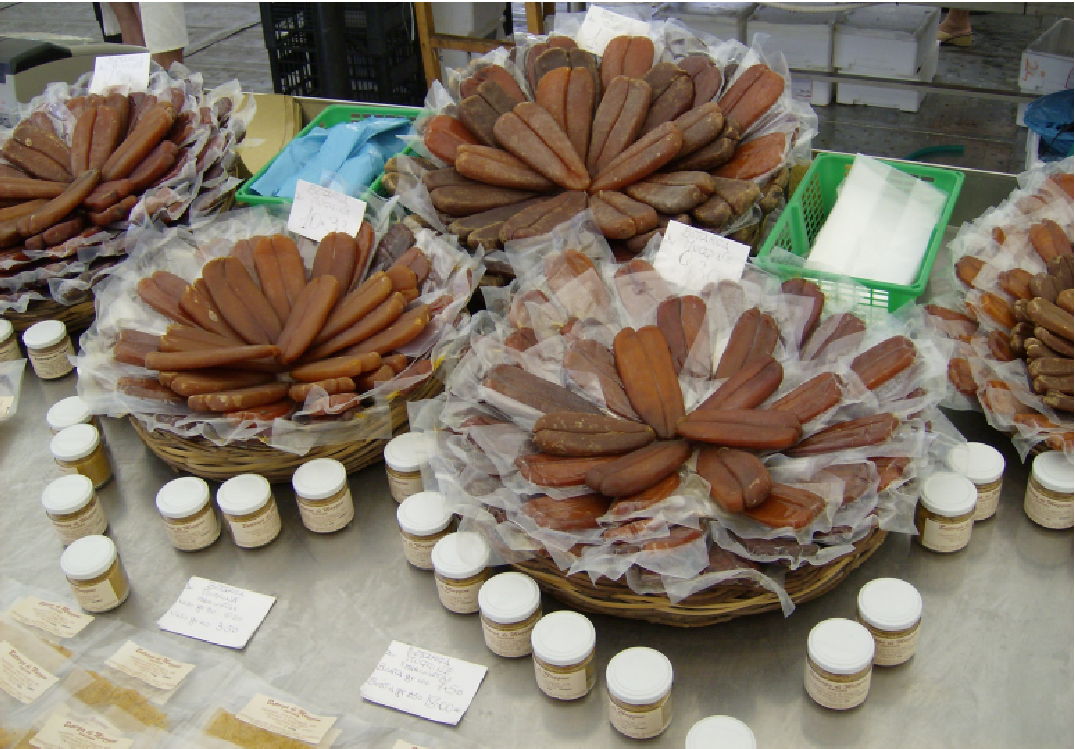
カリャリのボッタルガ

カリャリ県は海産物に恵まれているが、ボラの卵巣を塩漬けにしたボッタルガ（日本の「カラスミ」に相当する）は名産として知られる。イタリアではボラに限らず、マグロなどの卵巣を塩漬けにしたものも「ボッタルガ」と呼ばれる。
ワイン
イタリアワインの産地でもある。県域では、原産地統制呼称（DOC）の指定を受けた多くのワインが生産されている (it:Categoria:Vini DOC della provincia di Cagliari) 。主要なものは以下の通り。
- カリニャーノ・デル・スルチス (it:Carignano del Sulcis)
- ジロ・ディ・カリアリ (it:Girò di Cagliari)
- マルヴァシア・ディ・カリアリ (it:Malvasia di Cagliari)
- モニカ・ディ・カリアリ (it:Monica di Cagliari)
- モスカート・ディ・カリアリ (it:Moscato di Cagliari)
- ナスコ・ディ・カリアリ (it:Nasco di Cagliari)
- ヌラグス・ディ・カリアリ (Nuragus di Cagliari)

## スポーツ
サッカー
- カリアリ・カルチョ（カリャリ）

## 交通

### 道路
- SS125  (Strada statale 125 Orientale Sarda) 
カリャリ - ムラヴェーラ - 〔パラーウ〕
- SS130  (it:Strada statale 130 Iglesiente) 
〔イグレージアス〕 - シリークア - デチモマンヌ - カリャリ
- SS130dir  (it:Strada statale 130 Iglesiente) 
デチモマンヌ - モナスティール
- SS131  (it:Strada statale 131 Carlo Felice) 
〔… - オリスターノ - サンルーリ〕 - モナスティール - カリャリ
- SS195  (it:Strada statale 195 Sulcitana) 
〔サン・ジョヴァンニ・スエルジュ - ジーバ〕 - テウラーダ - プーラ - カリャリ
- SS554  (Strada statale 554 Cagliaritana) 
カリャリ - クアルトゥ・サンテーレナ

### 鉄道
- カリャリ＝ゴルフォ・アランチ線 (it:Ferrovia Cagliari-Golfo Aranci) 
〔… - オリスターノ〕 - ヴィッラソール - デチモマンヌ - カリャリ
- デチモマンヌ＝イグレージアス線 (it:Ferrovia Decimomannu-Iglesias) 
〔イグレージアス〕 - シリークア - デチモマンヌ
- カリャリ近郊鉄道サービス (Servizio ferroviario metropolitano di Cagliari)

### 空港
- カリャリ＝エルマス空港

## 人物

### 著名な出身者
- ジュゼッペ・アネダ - マンドリン奏者。カリャリ生まれ。